# Pinheirinho do Vale
Pinheirinho do Vale este un oraș în Rio Grande do Sul (RS), Brazilia.